# Film de monstre
 (décembre 2023).
Un film de monstre, un monster movie, un film de monstres, un long métrage de créature ou un film de monstres géants est un film qui se concentre sur un ou plusieurs personnages luttant pour survivre aux attaques d'un ou plusieurs monstres antagonistes, souvent anormalement grands et d'origine naturel, fantastique ou scientifique. Le film peut également relever des genres d'horreur, de comédie, de fantasy, d'action, aventures, drame ou de science-fiction. Les films de monstres sont nés d’ adaptations du folklore, des mythes et de la littérature d’horreur.

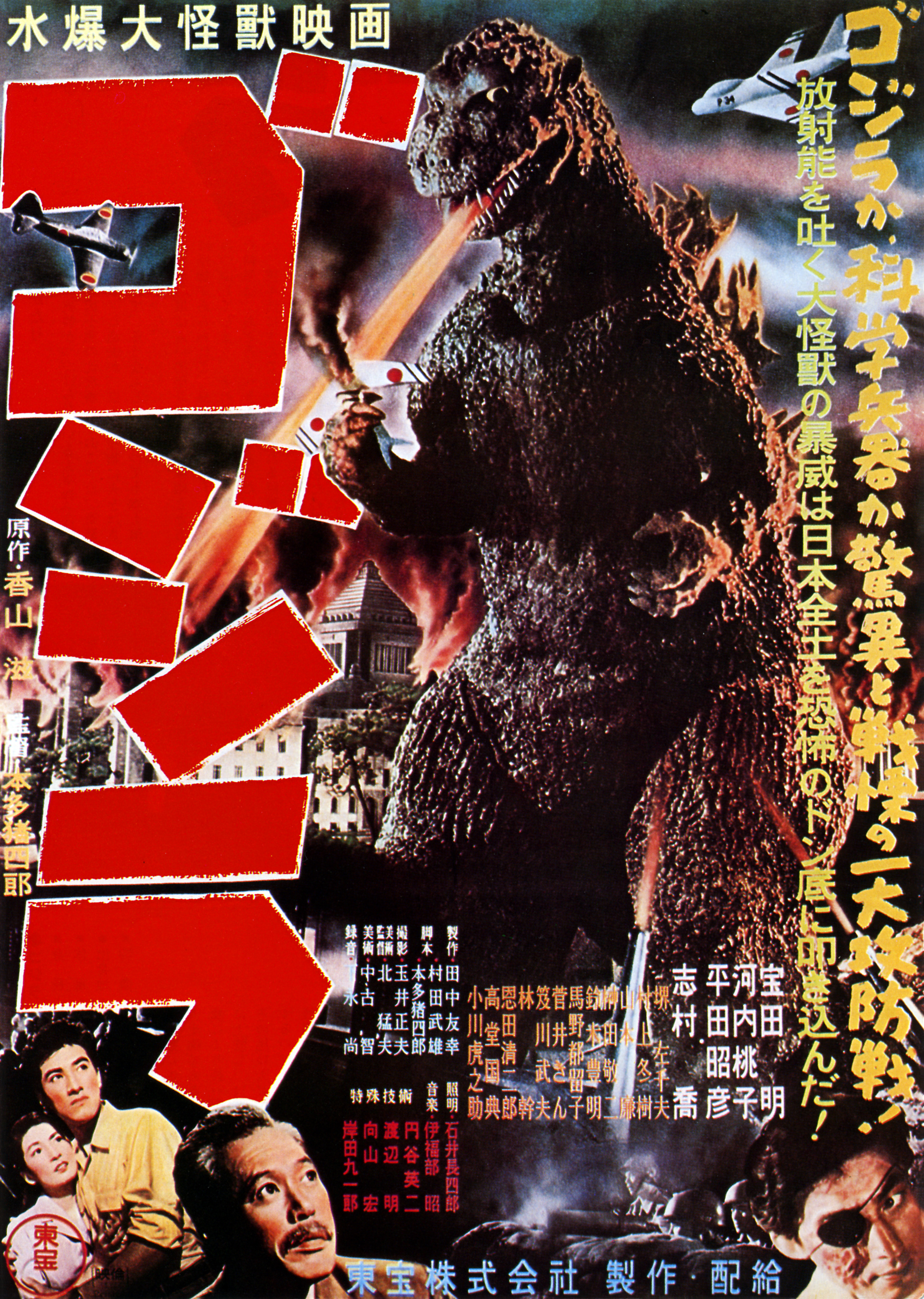
Le film japonais Godzilla était sorti en 1954 et est considéré comme l'un des premiers, meilleurs et plus remarquables précurseurs des films de kaiju et de monstres de tous les temps, et a fait de Godzilla un point de repère dans l'histoire du cinéma et une icône de la culture pop cinéphile.

## Concepts traditionnels
L'aspect le plus courant d'un film de monstres est la lutte entre un collectif humain de protagonistes contre un ou plusieurs monstres, qui servent souvent de force antagoniste. Dans le cinéma japonais, ce sont souvent des monstres géants appelés kaiju qui assument ce rôle.
Le monstre est souvent créé par une folie de l’humanité – une expérience qui a mal tourné, les effets des radiations ou la destruction de l’habitat . Ou bien le monstre vient de l'espace , est sur Terre depuis longtemps sans que personne l'ait jamais vu, ou est libéré (ou réveillé) d'une sorte de prison où il était détenu.
Le monstre est généralement un méchant, mais peut être une métaphore de la destruction continue de l'humanité ; Les monstres géants depuis l'introduction de Le Monstre des temps perdus (1953) de Eugène Lourié ont été pendant un certain temps considérés comme un symbole de la guerre atomique , par exemple. Au contraire, Godzilla (1954) a commencé de cette façon, mais au fil du temps, sa réputation est rapidement devenue celle d'une icône culturelle pour les Japonais, tout comme Superman est un symbole culturel pour l'Amérique, avec un certain nombre de films présentant Godzilla comme une sorte de icône culturelle protagoniste qui aide à protéger les humains d’autres monstres plus malveillants.
Les tentatives des humains pour détruire le monstre nécessiteraient dans un premier temps l’utilisation d’une force militaire adverse – une tentative qui contrarierait encore plus le monstre et s’avérerait inutile (un cliché associé au genre). La série Godzilla a utilisé le concept d'une super-arme construite par des scientifiques japonais pour le supprimer ou supprimer l'un des monstres qu'il combat.
Historiquement, les monstres ont été représentés à l'aide d'animations en stop motion, de marionnettes ou de combinaisons de créatures. De nos jours, de nombreux films de monstres ont utilisé des monstres CGI.

## Histoire

### Premiers films de monstres (1915-1954)

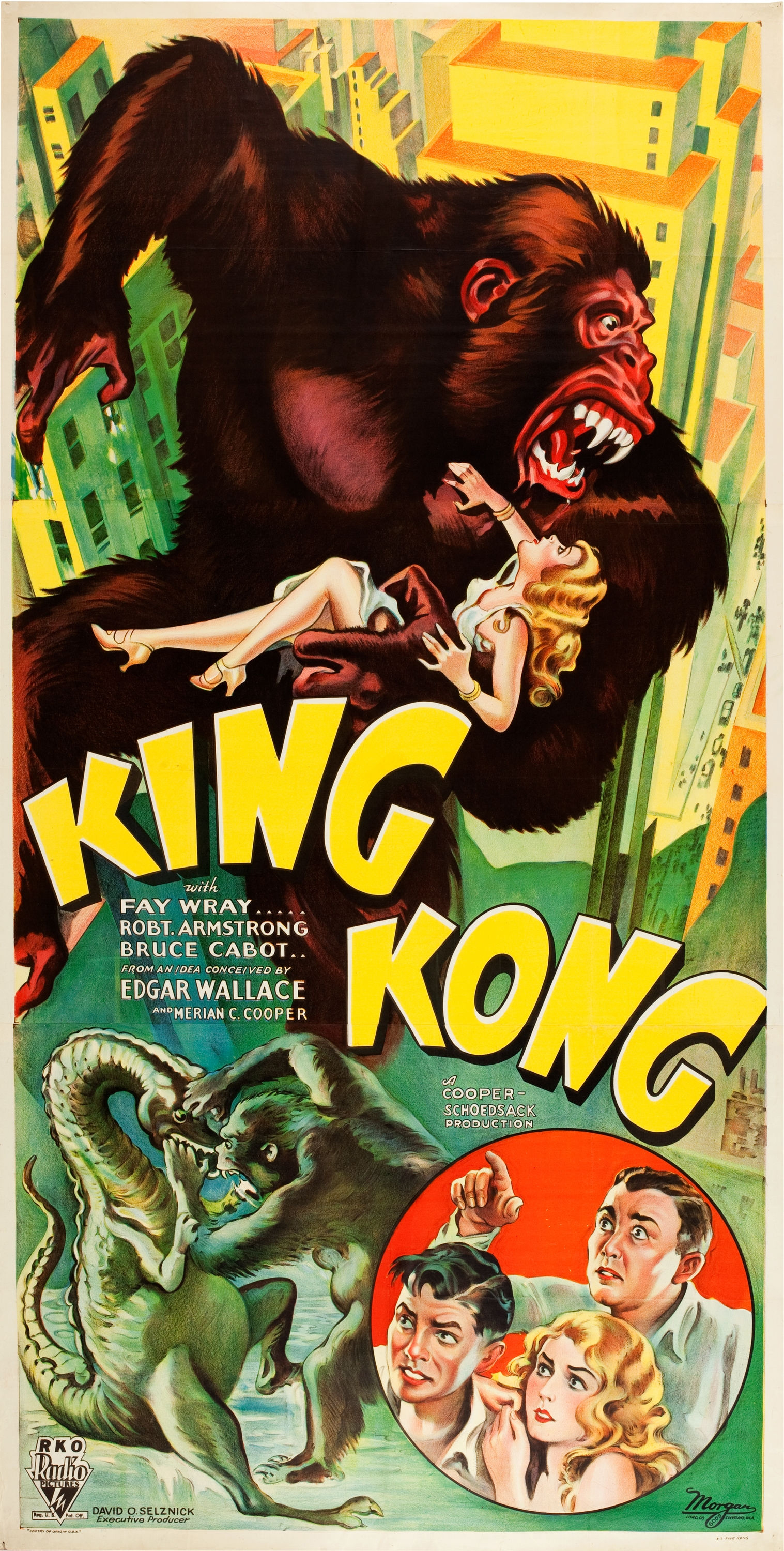
Sorti en 1933, le film nord-américain King Kong a marqué l'histoire du cinéma et la culture cinématographique américaine en présentant le primate géant King Kong, devenu l'un des monstres les plus renommés du cinéma, et la scène dans laquelle la bête grimpe au sommet d'Empire State Building est considérée comme l’une des scènes les plus emblématiques du cinéma et le film comme l'un des meilleurs films de cette genre.

Les premiers longs métrages incluant ce qui est considéré comme des monstres étaient souvent classés comme films d’horreur ou de science-fiction. Le film muet allemand de 1915 Le Golem réalisé par Paul Wegener, est l'un des premiers exemples de film à inclure une créature. L'expressionniste allemand Nosferatu en 1922 et la représentation d'un dragon dans Die Nibelungen de Fritz Lang en 1924 ont suivi la tradition. Dans les années 1930, les studios de cinéma américains commencèrent à produire davantage de films à succès de ce type, généralement basés sur des contes gothiques tels que Dracula et Frankenstein en 1931, tous deux fortement influencés par l'expressionnisme allemand, suivis par La Momie (1932) et L'Homme Invisible (1933). Classés comme films d’horreur, ils incluaient des monstres emblématiques.
L'animateur d'effets spéciaux Willis O'Brien a travaillé sur l'aventure fantastique de 1925 Le Monde Perdu, basée sur le roman du même nom. Le livre et le film présentaient des dinosaures, base de nombreux films futurs. Il commença à travailler sur un film similaire connu sous le nom de Création en 1931, mais le projet ne fut jamais achevé. Deux ans plus tard, O'Brien a produit des effets spéciaux pour le film RKO King Kong de 1933, réalisé par Merian C. Cooper. Depuis lors, King Kong est non seulement devenu l'un des exemples les plus célèbres de films de monstres, mais il est également considéré comme un film marquant dans l' histoire du cinéma. Le monstre King Kong est devenu une icône culturelle, apparaissant depuis dans de nombreux autres films et médias.
King Kong a ensuite inspiré de nombreux autres films de son genre et de nombreux animateurs en herbe. Un exemple notable était Ray Harryhausen, qui travaillera avec Willis O'Brien sur Monsieur Joe en 1949. Après la réédition de King Kong en 1952, Harryhausen travaillera plus tard sur Le Monstre Des Temps Perdus en 1953. Le film parlait d'un dinosaure fictif, un Rhedosaurus, qui a été réveillé de la glace gelée dans le cercle polaire arctique par un essai de bombe atomique. Il est considéré comme le film qui a lancé la vague des «longs métrages de créatures» des années 1950 et le concept de combinaison de paranoïa nucléaire avec le genre. Ces films à l'époque comprenaient L'Étrange Créature du lac noir (1954), Des monstres attaquent la ville (1954), Il Est Venu De Sous La Mer (1955), Tarantula ! (1955), La chose surgit des ténèbres (1957) et À des millions de kilomètres de la Terre (1957). Behemoth the Sea Monster (1959) était un remake non reconnu de Le Monstre Des Temps Perdus.

### Ère Kaiju (1954-1975)

En 1962 le studio Toho sorti King Kong contre Godzilla qui a été considéré le premier crossover entre les deux monstres plus emblématiques du cinéma.

Dans les années 1950, le studio de cinéma japonais Toho produit ses premiers films kaiju à succès. Leur premier film kaiju à succès fut Godzilla (1954), qui adaptait le concept nucléaire de Le Monstre Des Temps Perdus d'un point de vue japonais, enraciné dans des événements historiques japonais réels, tels que les bombardements atomiques d'Hiroshima et de Nagasaki en 1945 et le Daigo Incident Du Fukuryū Maru en 1954. Le succès du film a donné naissance à la franchise Godzilla, la franchise cinématographique la plus ancienne de l'histoire. Le monstre titulaire est devenu une icône culturelle et l'un des monstres les plus reconnaissables de l'histoire du cinéma. Il a également inspiré une vague de films kaiju, comme Rodan de cette époque.
Godzilla, Le Roi Des Monstres! (1956), une version américanisée rééditée de Godzilla pour le marché nord-américain, a notamment inspiré Steven Spielberg dans sa jeunesse. Il a décrit Godzilla comme e »plus magistral de tous les films sur les dinosaures »parce que«cela vous faisait croire que cela se produisait réellement».
Un développement parallèle à cette époque a été la montée en puissance du film Z, des films réalisés en dehors de l'industrie cinématographique organisée avec des budgets ultra-faibles. Les films de monstres de niveau Z tels que Plan 9 From Outer Space (1959) et The Creeping Terror (1964) sont souvent répertoriés parmi les pires films jamais réalisés en raison de leur jeu d'acteur incompétent et de leurs effets spéciaux amateurs.
Après 1960, les films de monstres américains étaient moins populaires, mais toujours produits. Cependant, les films japonais de kaiju étaient populaires au cours de cette décennie. En 1962, King Kong Contre Godzilla était un film kaiju produit par Toho mettant en vedette Godzilla et King Kong. En 1965, le studio japonais Kadokawa Pictures a lancé sa propre franchise kaiju pour rivaliser avec celle de Godzilla, sous la forme de Gamera.
Ray Harryhausen a continué à travailler sur un certain nombre de films tels que La Vallée De Gwangi (1969), tandis que Toho a continué la production de Godzilla et d'autres films kaiju comme Mothra (1961).
Le magazine cinématographique Monster Times a été fondé en 1972. En 1973, The Monster Times a mené un sondage pour déterminer le monstre d'écran le plus populaire. Godzilla a été élu monstre du cinéma le plus populaire, battant le comte Dracula, King Kong, l'homme-loup, la momie, la créature du lagon noir et le monstre de Frankenstein.

### L'Ère Spielberg (1975-1998)

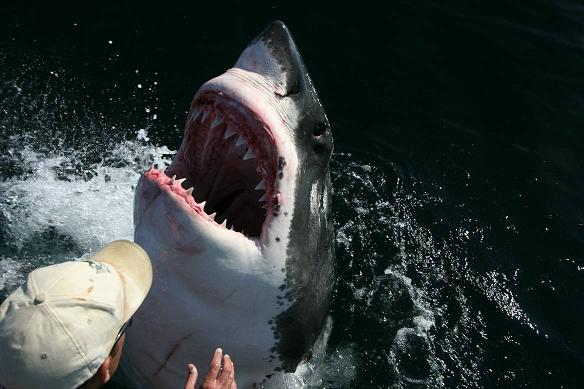

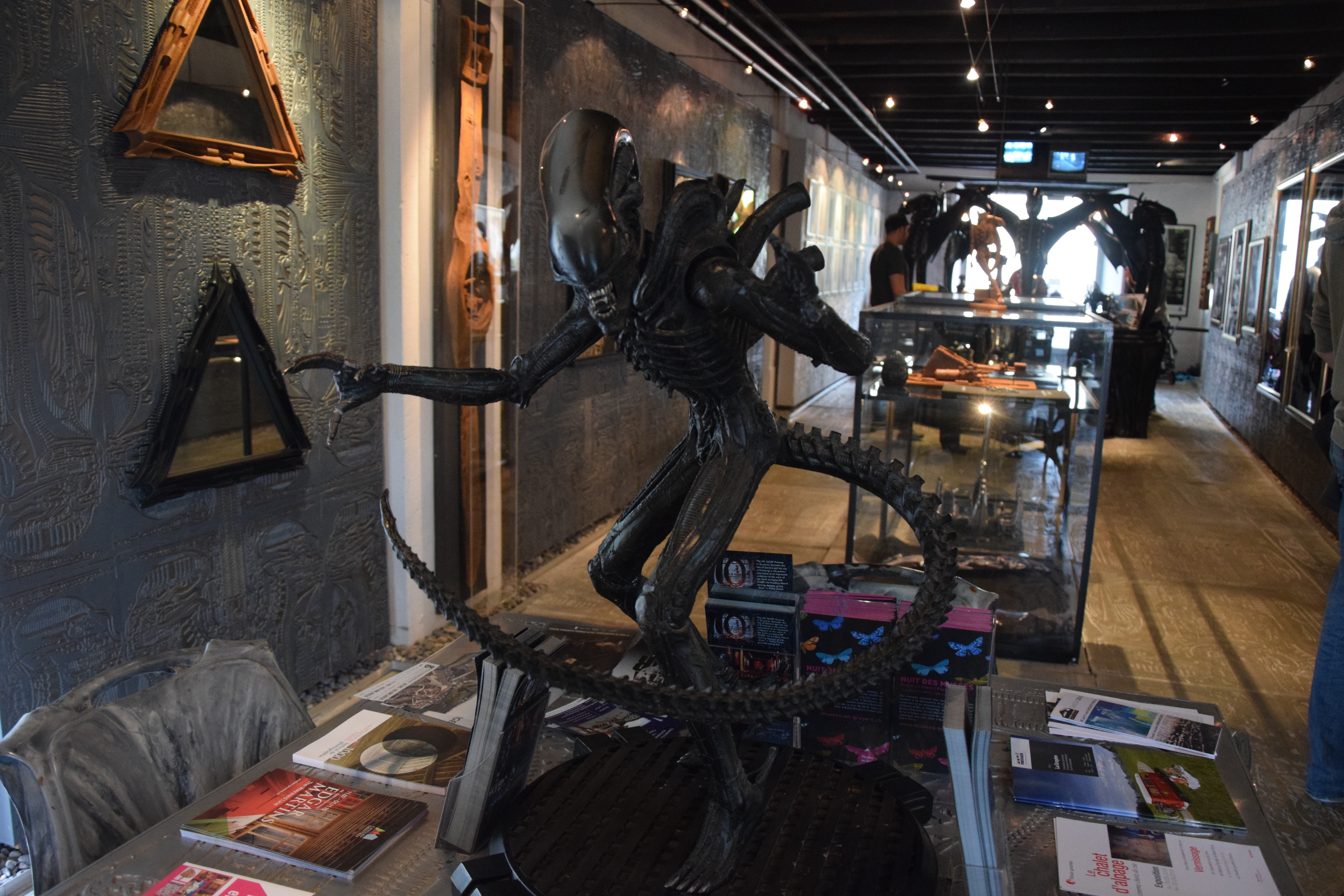
Les films principalement de suspense, d'horreur et de science-fiction, Les Dents de la mer de Steven Spielberg (1975) et Alien (1979) de Ridley Scott, ont marqué le sous-genre des monstres en introduisant deux des créatures antagonistes les plus emblématiques du cinéma, toutes deux d'origines complètement opposées. Les deux films ont également été les premiers exemples enregistrés de superproductions.

En 1975, Steven Spielberg a réalisé Les Dents de la mer, qui, bien que qualifié de « thriller », met en scène un grand requin blanc animatronique. Les Dents De La Mer était un film de monstres aquatiques influencé par des films de monstres antérieurs tels que King Kong et Godzilla. Les Dents De La Mer est l'un des rares films de monstres basés sur un incident réel : les attaques de requins du New Jersey en 1916 (dont Peter Benchley a tiré l'idée de l'histoire). Le réalisateur John Guillermin a refait King Kong en 1976. L'extraterrestre xénomorphe a fait sa première apparition dans le film de science-fiction/d'horreur Alien de 1979, réalisé par Ridley Scott. C'est la même année que commence la publication du magazine Fangoria en réponse à la popularité de ce genre.
Depuis le milieu des années 1970, avec Frankenstein Junior de Mel Brooks, et jusque dans les années 1980, des films de monstres comme Épouvante sur New York de Larry Cohen (1982), The Thing de John Carpenter (1982), Vampire, vous avez dit vampire ? de Tom Holland (1985), Creepshow de George Romero (1982) et Tremors (1990) de Ron Underwood ont utilisé la comédie comme moyen d'effrayer. Juste avant la révolution technologique qui a permis de créer des effets spéciaux numériques grâce à CGI, la dernière génération d' artistes SFX en impressionnait par la qualité et le réalisme de leurs créations: Rick Baker, Stan Winston et Rob Bottin sont parmi les noms les plus remarquables du monde industrie.

Poster de lancement du film et l'icône de la logo qui a devenu le face de la franchise.

1993 a vu la sortie de Jurassic Park, basé sur le roman du même nom de Michael Crichton de 1990 et réalisé par Steven Spielberg, qui a établi une nouvelle référence dans le genre avec une utilisation innovante de CGI et d'animatroniques éprouvés pour recréer des dinosaures. Le film a également été influencé par Godzilla. Jurassic Park a été un énorme succès critique et commercial et a détenu à un moment donné le titre du film le plus rentable de tous les temps pour un temps.
Le succès de Jurassic Park et de ses cinq suites, Le Monde perdu : Jurassic Park (1997), Jurassic Park 3 (2001), Jurassic World (2015), Jurassic World: Fallen Kingdom (2018) et Jurassic World : Le Monde d'après (2022), a fait Je suis sûr que des dinosaures comme le Tyrannosaurus rex et le Velociraptor se sont imposés dans la psyché du public. Les films ont également contribué à susciter un regain d'intérêt pour la paléontologie. Alors que les films montraient des dinosaures prétendument authentiques, recréés par génie génétique et pouvant être compris comme de la science-fiction, la technologie d'animation contemporaine avancée a également permis de faire revivre les légendes médiévales sur les dragons. Le long métrage à succès Cœur de dragon (1996) montrait un dragon amical exprimé par Sean Connery.

### Ère moderne (1998-présent)
Les films de monstres traditionnels ont réapparu auprès d'un public plus large à la fin des années 1990. Un remake américain de Godzilla a été réalisé en 1998. Le Godzilla présenté dans ce film était considérablement différent de l'original et de nombreux fans de Godzilla ne l'aimaient pas, mais ce fut un succès au box-office. En 2002, un film monstre français Le Pacte des loups (2001) est devenu le deuxième film francophone le plus rentable aux États-Unis au cours des deux dernières décennies. En 2004, Godzilla a été temporairement retiré après Godzilla: Final Wars. Le réalisateur Peter Jackson, inspiré des films originaux de King Kong et Ray Harryhausen, a refait King Kong en 2005, qui a été un succès à la fois critique et commercial. En 2006, un film monstre sud-coréen, The Host, réalisé par Bong Joon-ho comportait plus de connotations politiques que la plupart des autres films du genre et mélangé tous les sub-genres qui envole ces films comme comédie, drame, horreur, science-fiction, action, épique, fantaisie et aventure.
Le film de monstres de 2008, Cloverfield, une histoire dans la veine des films de monstres classiques, se concentre entièrement sur la perspective et les réactions des acteurs humains et est considéré par certains comme un regard métaphorique sur le terrorisme et les attentats du 11 septembre. L'année suivante, Le Dragon des mers : La Dernière Légende (2007) est sorti, dans lequel le légendaire monstre du Loch Ness est dépeint comme une créature ludique menacée par des humains trop agressifs. Le film Monsters, lauréat du British Independent Film Awards, a présenté, d'une manière similaire à Cloverfield, l'histoire d'une épidémie de monstres du point de vue des humains touchés par celle-ci. Bien qu'ils ne soient pas entièrement axés sur les monstres, des superproductions telles que The Avengers et Prometheus incluaient des scènes mettant en vedette des monstres représentant des menaces pour les protagonistes.
En 2013, Warner Bros. et Legendary Pictures ont sorti le film Pacific Rim de Guillermo del Toro. Bien que le film ait été fortement inspiré par les genres d'anime kaiju et Mecha, del Toro a souhaité créer quelque chose d'original avec le film plutôt que de faire référence à des travaux antérieurs. Le film a connu un succès modéré aux États-Unis mais un box-office a frappé à l'étranger. Il a reçu des critiques généralement positives avec des éloges importants pour les effets spéciaux du film. Une suite, Pacific Rim Uprising, est sortie en 2018.
En 2014, Warner Bros et Legendary Pictures ont sorti Godzilla, un redémarrage de la franchise Godzilla réalisé par Gareth Edwards Legendary avait initialement prévu de produire une trilogie avec Edwards attaché à la réalisation de tous les films. Peu de temps après, Legendary a annoncé un univers cinématographique partagé entre Godzilla et King Kong, intitulé MonsterVerse. Deux ans plus tard, en 2016, Toho a redémarré la franchise Godzilla avec Shin Godzilla. Kong: Skull Island est sorti en mars 2017, un redémarrage de la franchise King Kong et un deuxième film du MonsterVerse de Legendary. Le troisième film du MonsterVerse, Godzilla 2 : Roi des monstresest sorti le 31 mai 2019. Michael Dougherty a réalisé le film et mettait en vedette Rodan, Mothra et King Ghidorah. Le quatrième film du MonsterVerse, Godzilla vs Kong, est sorti le 31 mars 2021 et été réalisé par Adam Wingard.

## Filmographie
- Le Golem (1915)
- Frankenstein (1931)
- La Momie (1932)
- L'Homme Invisible (1933)
- Docteur Jekyll Et M. Hyde (1941)
- King Kong (1933)
- La Fiancée de Frankenstein (1935)
- Le Monstre Des Temps Perdus (1953)
- Godzilla (1954)
- L'Étrange Créature Du Lac Noir (1954)
- Les Dents De La Mer (1975)
- Alien (1979)
- Le Loup-Garou De Londres (1981)
- The Thing (1982)
- Gremlins (1984)
- La Mouche (1986)
- Predator (1987)
- Le Blob (1988)
- Tremors (1990)
- Jurassic Park (1993)
- The Host (2006)
- The Mist (2007)
- Cloverfield (2008)
- Pacific Rim (2013)
- Godzilla Vs. Kong (2021)